# Raushan Koishibayeva
Raushan Koishibayeva (7 de marzo de 1966) es una deportista kazaja que compitió en levantamiento de potencia adaptado. Ganó una medalla de plata en los Juegos Paralímpicos de Río de Janeiro 2016, en la categoría de –67 kg.

## Palmarés internacional
| Juegos Paralímpicos | Juegos Paralímpicos     | Juegos Paralímpicos | Juegos Paralímpicos |
| Año                 | Lugar                   | Medalla             | Categoría           |
| ------------------- | ----------------------- | ------------------- | ------------------- |
| 2016                | Río de Janeiro (Brasil) | Medalla de plata    | –67 kg              |